# Dokkumer Ee

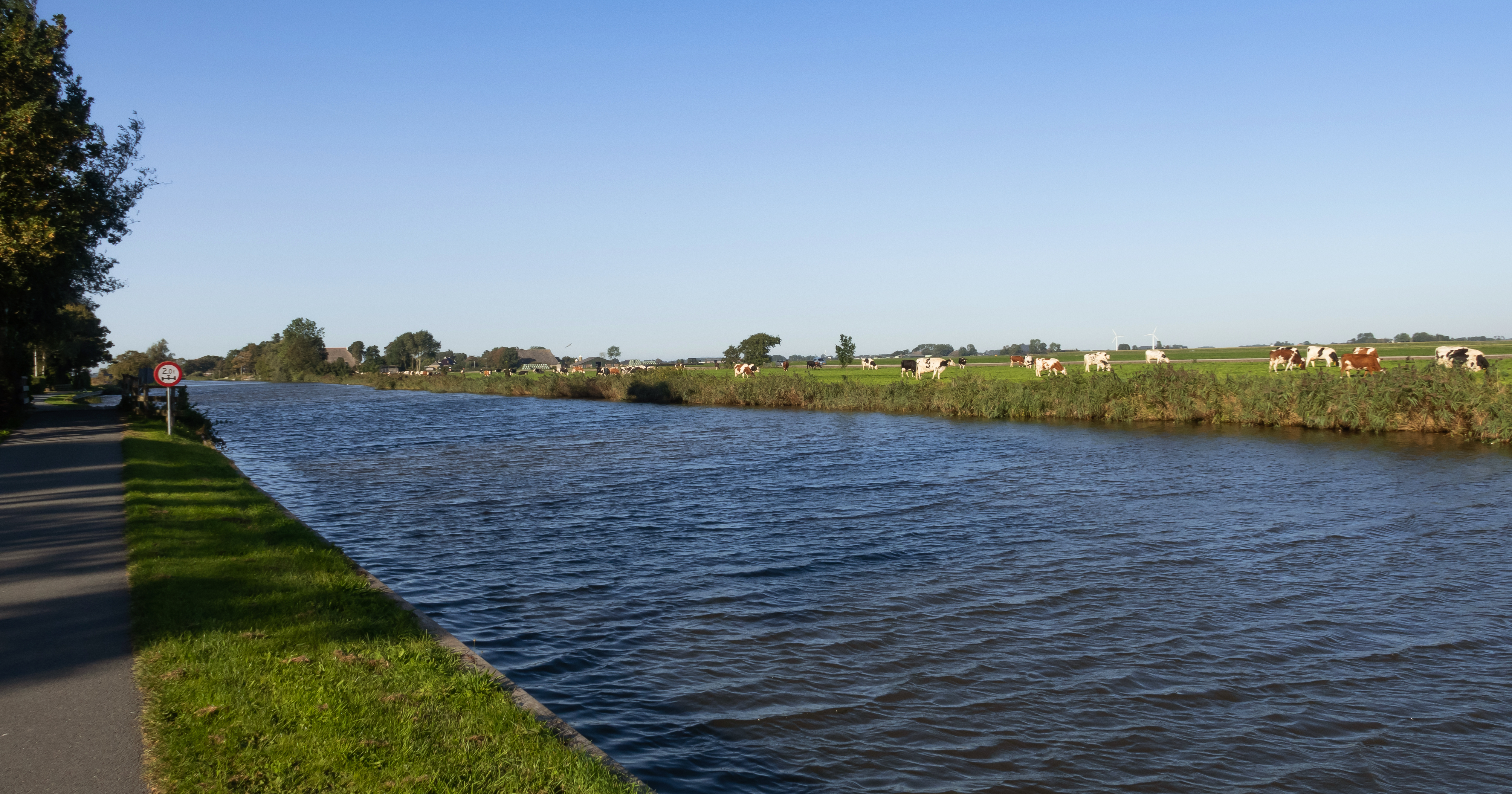
Leeuwarderadeel, Dokkumer Ee

Die  Dokkumer Ee  ist ein Kanal in Friesland zwischen den Städten Leeuwarden und Dokkum. Er quert die Gemeinden Leeuwarden und Noardeast-Fryslân.
Der Fluss ist eine wichtige Schifffahrtsstraße im Norden von Friesland. Er schafft den Anschluss von Leeuwarden zum Wattenmeer durch das Lauwersmeer.
Die  Dokkumer Ee ist auch ein Teil der „Elfstedentocht“, einer Langstrecken-Eislaufveranstaltung.